# تنگ‌رود (رودان)
تنگ‌رود، روستایی در دهستان فاریاب بخش مرکزی شهرستان رودان در استان هرمزگان ایران است.

## جمعیت
بر پایه سرشماری عمومی نفوس و مسکن در سال ۱۳۹۵، جمعیت این روستا برابر با ۲۱۱ نفر (۶۸ خانوار) بوده‌است.